# Músicos (pintura de Eugène Delacroix)
Músicos es un cuadro del pintor francés Eugène Delacroix. El artista crea este boceto hacia 1815, a partir de la versión de la obra Las bodas de Caná de uno de sus artistas favoritos, el manierista italiano Paolo Veronese. Está realizada al óleo sobre lienzo. Es una pintura que forma parte de la colección de Museo Soumaya.

## Tema
El cuadro de Veronese, es una representación de un episodio evangélico, del cual Delacroix retoma el centro inferior de la pintura, en donde se muestra a un conjunto de músicos, que se piensa son los grandes artistas italianos Tiziano, Tintoretto, y Jacopo Bassano.

## Curiosidades
La pintura fue puesta a la venta en 1864 en la subasta que se realizó en el Hôtel Drouot, en París. Y fue adquirida en esa ocasión por el alumno y amigo del pintor, Hyppolyte Gaultron. Más tarde, después de 1924 estuvo en diversas colecciones privadas europeas y neoyorquinas hasta que fue subastada en 2011 en la casa Sotheby's de Nueva York, en los Estados Unidos.